# Усадьба Г. Сверчкова
Усадьба Г. Сверчкова (Дом Г. Ф. Сверчкова) — архитектурный ансамбль в историческом центре Нижнего Новгорода. Главный дом и флигель усадебного комплекса построены в 1845—1848 годах. Автор проекта — нижегородский губернский архитектор Афанасий Турмышев.
Ансамбль состоит из двух строений по адресу Большая Покровская улица, 6: главного дома и флигеля. Исторические здания сегодня — объекты культурного наследия Российской Федерации.

## История
Каменный двухэтажный дом Удельной конторы на сводчатых подвалах был построен в 20-е годы XIX века, но в 1832 году был куплен купцом-виноторговцем Герасимом Филипповичем Сверчковым. В 1844 году дом пострадал при пожаре. Г. Ф. Сверчков обратился в Нижегородскую Строительную комиссию с просьбой о ремонте. Исследование комиссии показало, что здание было построено по генеральному плану Нижнего Новгорода 1824 году и несколько выступало за красную линию улицы по вновь составленному плану от 1839 года, но незначительно, не нарушая общего ансамбля.
Проект восстановления здания был разработан Афанасием Турмышевым и утверждён Николаем I в Петергофе 21 июня 1845 года. Сохранились старые стены и проёмы, изменялось лишь декоративно-художественное убранство фасада: усиливалась рустовка цокольного этажа с мощными замковыми камнями «лежачих» подвальных окон, слева пробивался новый вход, устраивался балкон с ажурной кованой решёткой, с обеих сторон проектировались двустворчатые ворота во двор на основе образцовых фасадов 1811 года.
После завершения ремонта жена купца Фелиция 6 июня 1847 года обратилась к Турмышеву с просьбой о разработке проекта винной лавки справа от дома (позже в ней разместилась мастерская ремесленника-гравёра Михаила Свердлова, отца российского революционера Я. М. Свердлова) и уже между ними — ворот. Проект был утверждён Нижегородской строительной комиссией в июне 1848 года и выполнен в натуре под надзором автора.
В советский период главное здание много раз перестраивалось, что значительно исказило его изначальное архитектурное решение.

## Архитектура
Исследователь А. А. Худин относил здание к периоду ранней нижегородской эклектики. Общее решение фронтальной композиции строения характеризовалось преобладанием верхнего этажа, более парадного, над нижним.